# Rand (Einheit)
Rand war ein Garnmaß für Leinen- und Hanfgarne, das in Schottland und Leeds (Nordengland/Yorkshire), abweichend vom sonstigen Gebrauch in England und Irland, verwendet wurde.
- 1 Rand = 6 Lea = 1800 Yards = 1645,92 Meter
- 1 Dozen = 12 Rands = 72 Lea = 21600 Yard = 19751,04 Meter